# Billy Higgins
Billy Higgins (Los Angeles, 11 ottobre 1936 – Inglewood, 3 maggio 2001) è stato un batterista statunitense di musica jazz.
Musicista di grande flessibilità, mise a frutto le sue doti accompagnando i più grandi strumentisti che lo vollero nelle loro sezioni ritmiche, e il vastissimo numero delle sue incisioni delineano la storia del jazz del dopoguerra.

## Biografia
Nato a Los Angeles, all'età di dodici anni cominciò a suonare la batteria, esordendo con formazioni di rhythm & blues – fra le quali quelle di Bo Diddley e di Amos Milburn – e con i cantanti Brook Benton e Sister Rosetta Tharpe. Nel 1953 si unì al compagno di scuola Don Cherry e al sassofonista James Clay nei Jazz Messiahs e tre anni dopo lavorò insieme Scott LaFaro e Bobby Hutcherson. Nel 1957 esordì in studio di registrazione assieme a Lucky Thompson e al bassista Red Mitchell. Quest'ultimo ben presto ne intuì le grandi potenzialità, segnalando Higgins come dotato di creatività che ne faceva uno straordinario musicista «destinato a essere riconosciuto come uno dei grandi batteristi della nazione».
Terminata la breve esperienza con Mitchell, nel 1958 Higgins aggregò alla nuova formazione creata da Ornette Coleman, incidendo l'innovativo Something Else!!!!; con il gruppo musicale lavorò anche l'anno successivo, nel quale si esibì – assieme a Don Cherry e Charlie Haden oltre allo stesso Coleman – nei concerti tenuti al Five Spot Café di New York che, come nel caso di Something Else!!!!, crearono le premesse per la nuova stagione del free jazz e produssero una divisione fra musicisti, critici e ascoltatori. Nel tardo 1959 Higgins suonò con Thelonious Monk e l'anno successivo con John Coltrane.
Tutta questa varietà di esperienze musicali fece emergere prepotentemente il talento di Higgins, che dimostrò le proprie qualità sia dando corpo allo stile hard bop che alla sensibilità della nascente tendenza jazzistica, e fu uno dei batteristi più ricercati per il lavoro in studio, diventando nel decennio 1960-70 il percussionista impiegato di preferenza dalla Blue Note. Per la prestigiosa etichetta incise pietre miliari come Takin' Off di Herbie Hancock, The Sidewinder di Lee Morgan, Go! di Dexter Gordon e Stick Up! di Bobby Hutcherson, solo per scegliere alcune produzioni della sua sterminata discografia da sideman.
Nella prima metà degli anni settanta, assieme a tante altre incisioni con musicisti diversi, Higgins lavorò nel gruppo di Cedar Walton, poi nel 1978 ritornò a Los Angeles e lì incise l'anno successivo Soweto, la sua prima esperienza come leader. Negli anni successivi fu in sala di registrazione a fianco di Joe Henderson, Slide Hampton e altri musicisti, fece parte del trio di Hank Jones e si riunì con i vecchi compagni Coleman, Cherry e Haden per un tour e una successiva incisione In All Languages. Successivamente si concentrò nell'insegnamento in corsi universitari presso la facoltà di jazz della UCLA, iniziando a soffrire delle conseguenze di un'epatite contratta molti anni prima che lo condusse a due consecutivi trapianti di fegato nel 1996. Higgins tornò alla musica riunendosi a Coleman a New York, e suonò per l'ultima volta al Bones and Blues di Los Angeles nel gennaio del 2001, ma nello stesso anno le condizioni del fegato peggiorarono sensibilmente e il musicista non riuscì in tempo a effettuare un terzo trapianto morendo di polmonite ai primi di maggio.

## Discografia
- 1979 – Soweto
- 1979 – The Soldier
- 1984 – Mr. Billy Higgins
- 1986 – Bridgwork
- 1987 – Silence
- 1991 – The Essence
- 1994 – 3/4 for Peace
- 1995 – Once More
- 1997 – Billy Higgins Quintet
- 2001 – The Best of Summer Nights at Moca[4]